# The Idolmaster KR
The Idolmaster KR (The IDOLM@STER.KR, 아이돌마스터.KR ), là phim truyền hình Hàn Quốc dựa trên series trò chơi The Idolmaster của Bandai Namco Entertainment.
Vào ngày 13 tháng 10, trang web chính thức The Idolmaster KR thông báo về việc thay thế thành viên ban đầu của Real Girls Project là Hanabyul bằng thành viên dự bị Ji Seul trong toàn bộ series, vì Hanabyul gặp chấn thương ở chân.. Một tháng sau, thành viên Lee Kaeun từ nhóm nhạc After School, Sojin từ nhóm nhạc Nine Muses, Ari từ nhóm nhạc Tahiti và Han Hye-ri từ nhóm nhạc I.B.I tham gia đóng phim với vai diễn là thành viên của nhóm Red Queen - một nhóm nhạc nữ nổi tiếng hoạt động cùng thời điểm ra mắt của nhóm Real Girls Project.
Phim được công chiếu trên các kênh của SBS bao gồm: SBS Plus (tối thứ 6 lúc 23 giờ 30), SBS funE (tối thứ 6 lúc 18 giờ 30), và SBS MTV (sáng Chủ Nhật lúc 11 giờ) từ ngày 28 tháng 4 năm 2017 đến tháng 10 năm 2017. Phim được chiếu trực tuyến trên Amazon Prime.

## Diễn viên
Real Girls Project
- Chun Jane (천재인)
- Hur Youngjoo (허영주)
- Cha Jiseul (차지슬)
- Kwon Haseo (권하서)
- Lee Jiwon (이지원)
- Lee Suji (이수지)
- Lee Yeeun (이예은)
- Mint (민트)
- Kim Sori (김소리)
- Yukika Teramoto (테라모토유키카)

Red Queen
- Han Hye-ri (I.B.I, Produce 101)[4] trong vai Hye Ri
- Jo Sojin (Nine Muses)[4] trong vai Hye Ju
- Kim Sunyoung (Tahiti)[4] trong vai Mi Na
- Lee Kaeun (After School)[4] trong vai Na Kyung

Các vai diễn quan trọng khác
- Park Chul-min[4] trong vai Shim Min-chul, CEO của Mystery Entertainment - công ty quản lí của Real Girls Project.
- Sung Hoon[5] trong vai Kang Shin-hyuk, ban đầu là quản lí của nhóm Red Queen. Sau tai nạn của Suah tại tập 1 của phim, Kang Shin-hyuk nghỉ việc quản lí của Red Queen. Sau khi được ông Shim Min-chul mời, anh trở thành quản lí của nhóm Real Girls Project.
- Kang Yeseul trong vai Yeseul, quản lí tại 825 Entertainment.
- Heo Joungjoo trong vai Joungjoo, em gái của Youngjoo, cũng là nhạc sĩ.
- Lee Coco trong vai Coco, từng là thành viên của nhóm CocoSori.
- Jin Nayoung trong vai Nayoung.

Diễn viên quần chúng
- Kim Jung-ah
- Jung Tae-woo
- Euna Kim
- Gowoon (Berry Good)
- Jung Hee-chul (ZE:A)

## Danh sách phát sóng
| Tập    | Thời gian phát sóng |
| ------ | ------------------- |
| Tập 1  | 28 tháng 4 năm 2017 |
| Tập 2  | 5 tháng 5 năm 2017  |
| Tập 3  | 12 tháng 5 năm 2017 |
| Tập 4  | 19 tháng 5 năm 2017 |
| Tập 5  | 26 tháng 5 năm 2017 |
| Tập 6  | 2 tháng 6 năm 2017  |
| Tập 7  | 9 tháng 6 năm 2017  |
| Tập 8  | 16 tháng 6 năm 2017 |
| Tập 9  | 23 tháng 6 năm 2017 |
| Tập 10 | 30 tháng 6 năm 2017 |
| Tập 11 | 7 tháng 7 năm 2017  |
| Tập 12 | 14 tháng 7 năm 2017 |
| Tập 13 | 21 tháng 7 năm 2017 |
| Tập 14 | 28 tháng 7 năm 2017 |
| Tập 15 | 4 tháng 8 năm 2017  |
| Tập 16 | 11 tháng 8 năm 2017 |
| Tập 17 | 18 tháng 8 năm 2017 |
| Tập 18 | 25 tháng 8 năm 2017 |
| Tập 19 | 1 tháng 9 năm 2017  |
| Tập 20 | 8 tháng 9 năm 2017  |
| Tập 21 | 15 tháng 9 năm 2017 |
| Tập 22 | 22 tháng 9 năm 2017 |
| Tập 23 | 29 tháng 9 năm 2017 |
| Tập 24 | 6 tháng 10 năm 2017 |

## Album nhạc

### THE IDOLM@STER.KR MUSIC Episode 1
| CD (Type-A, Type-B). Phát hành ngày 7 tháng 4 năm 2017 (Nhật Bản) | CD (Type-A, Type-B). Phát hành ngày 7 tháng 4 năm 2017 (Nhật Bản) | CD (Type-A, Type-B). Phát hành ngày 7 tháng 4 năm 2017 (Nhật Bản) | CD (Type-A, Type-B). Phát hành ngày 7 tháng 4 năm 2017 (Nhật Bản) |
| STT                                                               | Nhan đề                                                           | Thể hiện                                                          | Thời lượng                                                        |
| ----------------------------------------------------------------- | ----------------------------------------------------------------- | ----------------------------------------------------------------- | ----------------------------------------------------------------- |
| 1.                                                                | "Dream"                                                           | Real Girl Project                                                 | 3:07                                                              |
| 2.                                                                | "THE IDOLM@STER (Korean Ver.)"                                    | B-Side                                                            | 2:56                                                              |
| 3.                                                                | "ACACIA"                                                          | 레드퀸                                                            | 3:29                                                              |
| 4.                                                                | "One for All"                                                     | Real Girl Project                                                 | 3:10                                                              |
| Tổng thời lượng:                                                  | Tổng thời lượng:                                                  | Tổng thời lượng:                                                  | 12:42                                                             |

| DVD (Type-B) | DVD (Type-B)                                      | DVD (Type-B) |
| STT          | Nhan đề                                           | Thời lượng   |
| ------------ | ------------------------------------------------- | ------------ |
| 1.           | "Quay cảnh chụp hình của các nghệ sĩ"             |              |
| 2.           | "THE IDOLM@STER (Korean Ver.)" (Quá trình làm PV) |              |
| 3.           | "THE IDOLM@STER (Korean Ver.)" (PV)               |              |
| 4.           | "ACACIA" (PV)                                     |              |

### THE IDOLM@STER.KR MUSIC Episode 2
| CD (Type-A, Type-B). Phát hành ngày 25 tháng 7 năm 2017 (Nhật Bản) | CD (Type-A, Type-B). Phát hành ngày 25 tháng 7 năm 2017 (Nhật Bản) | CD (Type-A, Type-B). Phát hành ngày 25 tháng 7 năm 2017 (Nhật Bản) | CD (Type-A, Type-B). Phát hành ngày 25 tháng 7 năm 2017 (Nhật Bản) |
| STT                                                                | Nhan đề                                                            | Thể hiện                                                           | Thời lượng                                                         |
| ------------------------------------------------------------------ | ------------------------------------------------------------------ | ------------------------------------------------------------------ | ------------------------------------------------------------------ |
| 1.                                                                 | "Lost In The Summer"                                               | Jane & Youngjoo (Real Girls Project)                               | 3:24                                                               |
| 2.                                                                 | "Memories"                                                         | Suji & Jeewon (Real Girls Project)                                 | 3:42                                                               |
| 3.                                                                 | "SUPER GIRL MAGIC"                                                 | Red Queen                                                          | 3:12                                                               |
| 4.                                                                 | "ATTENTION"                                                        | Red Queen                                                          | 3:39                                                               |
| Tổng thời lượng:                                                   | Tổng thời lượng:                                                   | Tổng thời lượng:                                                   | 13:57                                                              |

### THE IDOLM@STER.KR MUSIC Episode 3
| CD. Phát hành ngày 16 tháng 8 năm 2017 (Nhật Bản) | CD. Phát hành ngày 16 tháng 8 năm 2017 (Nhật Bản) | CD. Phát hành ngày 16 tháng 8 năm 2017 (Nhật Bản) | CD. Phát hành ngày 16 tháng 8 năm 2017 (Nhật Bản) |
| STT                                               | Nhan đề                                           | Thể hiện                                          | Thời lượng                                        |
| ------------------------------------------------- | ------------------------------------------------- | ------------------------------------------------- | ------------------------------------------------- |
| 1.                                                | "I Must Go!"                                      | Real Girls Project                                | 7:14                                              |
| 2.                                                | "Wanna be your Star"                              | Jane & Haseo (Real Girl Project)                  | 4:05                                              |
| Tổng thời lượng:                                  | Tổng thời lượng:                                  | Tổng thời lượng:                                  | 11:19                                             |

### THE IDOLM@STER.KR MUSIC Episode 4
| CD. Phát hành ngày 16 tháng 8 năm 2017 (Nhật Bản) | CD. Phát hành ngày 16 tháng 8 năm 2017 (Nhật Bản) | CD. Phát hành ngày 16 tháng 8 năm 2017 (Nhật Bản) | CD. Phát hành ngày 16 tháng 8 năm 2017 (Nhật Bản) |
| STT                                               | Nhan đề                                           | Thể hiện                                          | Thời lượng                                        |
| ------------------------------------------------- | ------------------------------------------------- | ------------------------------------------------- | ------------------------------------------------- |
| 1.                                                | "Growl (EXO - Cover)"                             | Real Girl Project                                 | 3:28                                              |
| 2.                                                | "Second Confession (BTOB - Cover)"                | Real Girl Project                                 | 3:55                                              |
| Tổng thời lượng:                                  | Tổng thời lượng:                                  | Tổng thời lượng:                                  | 7:23                                              |

### THE IDOLM@STER.KR OST Part 1
| Album kĩ thuật số. Phát hành ngày 15 tháng 5 năm 2017 (Hàn Quốc) | Album kĩ thuật số. Phát hành ngày 15 tháng 5 năm 2017 (Hàn Quốc) | Album kĩ thuật số. Phát hành ngày 15 tháng 5 năm 2017 (Hàn Quốc) | Album kĩ thuật số. Phát hành ngày 15 tháng 5 năm 2017 (Hàn Quốc) |
| STT                                                              | Nhan đề                                                          | Thể hiện                                                         | Thời lượng                                                       |
| ---------------------------------------------------------------- | ---------------------------------------------------------------- | ---------------------------------------------------------------- | ---------------------------------------------------------------- |
| 1.                                                               | "Dream"                                                          | Real Girl Project                                                | 3:07                                                             |
| 2.                                                               | "One for All"                                                    | Real Girl Project                                                | 3:10                                                             |
| 3.                                                               | "Memories"                                                       | Suji & Jiwon (Real Girl Project)                                 | 3:42                                                             |
| 4.                                                               | "Lost In The Summer"                                             | Jane & YoungJoo (Real Girl Project)                              | 3:24                                                             |
| Tổng thời lượng:                                                 | Tổng thời lượng:                                                 | Tổng thời lượng:                                                 | 13:23                                                            |

### THE IDOLM@STER.KR OST Part 2
| Album kĩ thuật số. Phát hành ngày 22 tháng 5 năm 2017 (Hàn Quốc) | Album kĩ thuật số. Phát hành ngày 22 tháng 5 năm 2017 (Hàn Quốc) | Album kĩ thuật số. Phát hành ngày 22 tháng 5 năm 2017 (Hàn Quốc) | Album kĩ thuật số. Phát hành ngày 22 tháng 5 năm 2017 (Hàn Quốc) |
| STT                                                              | Nhan đề                                                          | Thể hiện                                                         | Thời lượng                                                       |
| ---------------------------------------------------------------- | ---------------------------------------------------------------- | ---------------------------------------------------------------- | ---------------------------------------------------------------- |
| 1.                                                               | "SUPER GIRL MAGIC"                                               | Red Queen                                                        | 3:12                                                             |
| 2.                                                               | "ACACIA"                                                         | Red Queen                                                        | 3:28                                                             |
| 3.                                                               | "ATTENTION"                                                      | Red Queen                                                        | 3:39                                                             |
| Tổng thời lượng:                                                 | Tổng thời lượng:                                                 | Tổng thời lượng:                                                 | 10:19                                                            |

### THE IDOLM@STER.KR OST Part 3
| Album kĩ thuật số. Phát hành ngày 16 tháng 6 năm 2017 (Hàn Quốc) | Album kĩ thuật số. Phát hành ngày 16 tháng 6 năm 2017 (Hàn Quốc) | Album kĩ thuật số. Phát hành ngày 16 tháng 6 năm 2017 (Hàn Quốc) | Album kĩ thuật số. Phát hành ngày 16 tháng 6 năm 2017 (Hàn Quốc) |
| STT                                                              | Nhan đề                                                          | Thể hiện                                                         | Thời lượng                                                       |
| ---------------------------------------------------------------- | ---------------------------------------------------------------- | ---------------------------------------------------------------- | ---------------------------------------------------------------- |
| 1.                                                               | "I MUST GO!"                                                     | Real Girl Project                                                | 7:14                                                             |
| 2.                                                               | "Growl (EXO - Cover)"                                            | Real Girl Project                                                | 3:28                                                             |
| 3.                                                               | "Second Confession (BTOB - Cover)"                               | Real Girl Project                                                | 3:55                                                             |
| 4.                                                               | "Wanna Be Your Star"                                             | Jane & Haseo (Real Girl Project)                                 | 4:05                                                             |
| Tổng thời lượng:                                                 | Tổng thời lượng:                                                 | Tổng thời lượng:                                                 | 18:43                                                            |

### THE IDOLM@STER.KR OST Part 4
| Album kĩ thuật số. Phát hành ngày 13 tháng 10 năm 2017 (Hàn Quốc) | Album kĩ thuật số. Phát hành ngày 13 tháng 10 năm 2017 (Hàn Quốc) | Album kĩ thuật số. Phát hành ngày 13 tháng 10 năm 2017 (Hàn Quốc) | Album kĩ thuật số. Phát hành ngày 13 tháng 10 năm 2017 (Hàn Quốc) |
| STT                                                               | Nhan đề                                                           | Thể hiện                                                          | Thời lượng                                                        |
| ----------------------------------------------------------------- | ----------------------------------------------------------------- | ----------------------------------------------------------------- | ----------------------------------------------------------------- |
| 1.                                                                | "NOT END...BUT AND !!"                                            | Real Girl Project                                                 | 3:05                                                              |
| 2.                                                                | "Let's Get Started"                                               | Real Girl Project                                                 | 3:20                                                              |
| 3.                                                                | "The World is All One !!"                                         | Real Girl Project                                                 | 3:10                                                              |
| Tổng thời lượng:                                                  | Tổng thời lượng:                                                  | Tổng thời lượng:                                                  | 9:35                                                              |

### PINGPONG GAME
| Album kĩ thuật số. Phát hành ngày 4 tháng 8 năm 2017 (Hàn Quốc) | Album kĩ thuật số. Phát hành ngày 4 tháng 8 năm 2017 (Hàn Quốc) | Album kĩ thuật số. Phát hành ngày 4 tháng 8 năm 2017 (Hàn Quốc) | Album kĩ thuật số. Phát hành ngày 4 tháng 8 năm 2017 (Hàn Quốc) |
| STT                                                             | Nhan đề                                                         | Thể hiện                                                        | Thời lượng                                                      |
| --------------------------------------------------------------- | --------------------------------------------------------------- | --------------------------------------------------------------- | --------------------------------------------------------------- |
| 1.                                                              | "PINGPONG GAME"                                                 | Real Girls Project                                              | 3:18                                                            |
| Tổng thời lượng:                                                | Tổng thời lượng:                                                | Tổng thời lượng:                                                | 3:18                                                            |